# Melakarta
Pour les articles homonymes, voir Janaka.

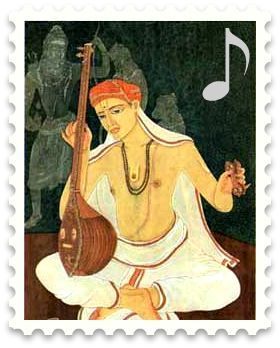
Tyagaraja, célèbre compositeur de musique carnatique

Dans la musique carnatique, on appelle râga melakarta, melakartha, janaka ou sampurna, s'il comporte les sept svaras et qui est donc heptatonique. Les râgas melakarta sont au nombre de 72.
Chaque râga melakarta correspond en gros à une gamme musicale. Les gammes sont construites comme suit : parmi les 12 demi-tons de l'octave S, R1, R2=G1, R3=G2, G3, M1, M2, P, D1, D2=N1, D3=N2, N3, un râga melakarta doit comporter obligatoirement S et P, un des M, deux des R et G, et deux de D et N. De plus, R doit nécessairement précéder G et D doit nécessairement précéder N, ce qui donne 2 × 6 × 6 = 72 râgas melakarta. 
Un râga qui partage la même gamme qu'un râga melakarta ou qui est basé sur un sous-ensemble d'un râga melakarta est dénommé son janya (c'est-à-dire né ou dérivé de). Chaque râga est le janya d'un râga melakarta.
La  classification melakarta a été exposée pour la première fois par Venkatamakhi au XVIIe siècle. Un siècle plus tard, le système Katapayadi sankhya fut appliqué à la nomenclature des râgas melakarta. Le sankhya associe les consonnes du sanskrit aux chiffres. Les chiffres correspondant aux deux premières syllabes du nom du râga, lorsqu'on les renverse, donnent l'index du râga dans la liste ci-dessous, de cette manière, les degrés d'un râga melakarta peuvent être facilement trouvés d'après son nom.
Table de correspondance Katapayadi sankhya :
- 1 --- 2 --- 3 --- 4 --- 5 --- 6 -- 7 -- 8 -- 9 -- 0
- ka kha .ga gha .~ma cha Cha ja jha ~na
- Ta Tha .Da Dha .  .Na ..ta  .tha da dha  na
- pa pha .ba bha . ..ma
- ya ..ra  ..la ..va  . ..Sa sha sa  ha

## Table desrâgas melakarta
| No.               | Râga                  | Svara              |
| 1. Indu Chakra    | 1. Indu Chakra        | 1. Indu Chakra     |
| ----------------- | --------------------- | ------------------ |
| 1                 | Kanakangi             | S R1 G1 M1 P D1 N1 |
| 2                 | Ratnangi              | S R1 G1 M1 P D1 N2 |
| 3                 | Ganamoorti            | S R1 G1 M1 P D1 N3 |
| 4                 | Vanaspati             | S R1 G1 M1 P D2 N2 |
| 5                 | Manavati              | S R1 G1 M1 P D2 N3 |
| 6                 | Tanarupi              | S R1 G1 M1 P D3 N3 |
| 2. Netra Chakra   |                       |                    |
| 7                 | Senavati              | S R1 G2 M1 P D1 N1 |
| 8                 | Hanumatodi            | S R1 G2 M1 P D1 N2 |
| 9                 | Dhenuka               | S R1 G2 M1 P D1 N3 |
| 10                | Natakapriya           | S R1 G2 M1 P D2 N2 |
| 11                | Kokilapriya           | S R1 G2 M1 P D2 N3 |
| 12                | Roopavati             | S R1 G2 M1 P D3 N3 |
| 3. Agni Chakra    |                       |                    |
| 13                | Gayakapriya           | S R1 G3 M1 P D1 N1 |
| 14                | Vakulabharanam        | S R1 G3 M1 P D1 N2 |
| 15                | Mayamalavagoulam      | S R1 G3 M1 P D1 N3 |
| 16                | Chakravakam           | S R1 G3 M1 P D2 N2 |
| 17                | Sooryakantam          | S R1 G3 M1 P D2 N3 |
| 18                | Hatakambari           | S R1 G3 M1 P D3 N3 |
| 4. Veda Chakra    |                       |                    |
| 19                | Jhankaradhwani        | S R2 G2 M1 P D1 N1 |
| 20                | Natabhairavi          | S R2 G2 M1 P D1 N2 |
| 21                | Keeravani             | S R2 G2 M1 P D1 N3 |
| 22                | Kharaharapriya        | S R2 G2 M1 P D2 N2 |
| 23                | Gourimanohari         | S R2 G2 M1 P D2 N3 |
| 24                | Varunapriya           | S R2 G2 M1 P D3 N3 |
| 5. Bana Chakra    |                       |                    |
| 25                | Mararanjani           | S R2 G3 M1 P D1 N1 |
| 26                | Charukesi             | S R2 G3 M1 P D1 N2 |
| 27                | Sarasangi             | S R2 G3 M1 P D1 N3 |
| 28                | Harikambhoji          | S R2 G3 M1 P D2 N2 |
| 29                | Dheerasankarabharanam | S R2 G3 M1 P D2 N3 |
| 30                | Naganandini           | S R2 G3 M1 P D3 N3 |
| 6. Ritu Chakra    |                       |                    |
| 31                | Yagapriya             | S R3 G3 M1 P D1 N1 |
| 32                | Ragavardhini          | S R3 G3 M1 P D1 N2 |
| 33                | Gangeyabhusani        | S R3 G3 M1 P D1 N3 |
| 34                | Vagadheeswari         | S R3 G3 M1 P D2 N2 |
| 35                | Sulini                | S R3 G3 M1 P D2 N3 |
| 36                | Chalanata             | S R3 G3 M1 P D3 N3 |
| 7. Rishi Chakra   |                       |                    |
| 37                | Salagam               | S R1 G1 M2 P D1 N1 |
| 38                | Jalarnavam            | S R1 G1 M2 P D1 N2 |
| 39                | Jhalavarali           | S R1 G1 M2 P D1 N3 |
| 40                | Navaneetam            | S R1 G1 M2 P D2 N2 |
| 41                | Pavani                | S R1 G1 M2 P D2 N3 |
| 42                | Raghupriya            | S R1 G1 M2 P D3 N3 |
| 8. Vasu Chakra    |                       |                    |
| 43                | Gavambodhi            | S R1 G2 M2 P D1 N1 |
| 44                | Bhavapriya            | S R1 G2 M2 P D1 N2 |
| 45                | Subhapantuvarali      | S R1 G2 M2 P D1 N3 |
| 46                | Shadvidhamargini      | S R1 G2 M2 P D2 N2 |
| 47                | Suvarnangi            | S R1 G2 M2 P D2 N3 |
| 48                | Divyamani             | S R1 G2 M2 P D3 N3 |
| 9. Brahma Chakra  |                       |                    |
| 49                | Dhavalambari          | S R1 G3 M2 P D1 N1 |
| 50                | Namanarayani          | S R1 G3 M2 P D1 N2 |
| 51                | Kamavardhini          | S R1 G3 M2 P D1 N3 |
| 52                | Ramapriya             | S R1 G3 M2 P D2 N2 |
| 53                | Gamanasrama           | S R1 G3 M2 P D2 N3 |
| 54                | Viswambhari           | S R1 G3 M2 P D3 N3 |
| 10. Disi Chakra   |                       |                    |
| 55                | Syamalangi            | S R2 G2 M2 P D1 N1 |
| 56                | Shanmukhapriya        | S R2 G2 M2 P D1 N2 |
| 57                | Simhendramadhyamam    | S R2 G2 M2 P D1 N3 |
| 58                | Hemavati              | S R2 G2 M2 P D2 N2 |
| 59                | Dharamavati           | S R2 G2 M2 P D2 N3 |
| 60                | Neetimati             | S R2 G2 M2 P D3 N3 |
| 11. Rudra Chakra  |                       |                    |
| 61                | Kantamani             | S R2 G3 M2 P D1 N1 |
| 62                | Rishabhapriya         | S R2 G3 M2 P D1 N2 |
| 63                | Latangi               | S R2 G3 M2 P D1 N3 |
| 64                | Vachaspati            | S R2 G3 M2 P D2 N2 |
| 65                | Mechakalyani          | S R2 G3 M2 P D2 N3 |
| 66                | Chitrambhari          | S R2 G3 M2 P D3 N3 |
| 12. Aditya Chakra |                       |                    |
| 67                | Sucharitra            | S R3 G3 M2 P D1 N1 |
| 68                | Jyotiswarupini        | S R3 G3 M2 P D1 N2 |
| 69                | Dhatuvardhini         | S R3 G3 M2 P D1 N3 |
| 70                | Nasikabhusani         | S R3 G3 M2 P D2 N2 |
| 71                | Kosalam               | S R3 G3 M2 P D2 N3 |
| 72                | Rasikapriya           | S R3 G3 M2 P D3 N3 |